# 第123飛行隊 (イスラエル空軍)
イスラエル空軍 第123飛行隊（123 Squadron） は、イスラエル航空宇宙軍で中型輸送ヘリコプターS-70A-50/UH-60Lを運用する飛行隊である。
デザートバード・スコードロン（The Desert Birds Squadron）の別名で知られる他、以前にはベル社のヘリコプターを運用していたことからサウザン・ベルズ・スコードロン (The Southern Bells Squadron)としても知られている。飛行隊エンブレムもベル社の頭文字"B"をヘリコプターの風防に見立てたイラストになっている。

## 歴史
イスラエル空軍で最初のヘリコプター運用部隊として編成された第124飛行隊の飛行隊長を務めたウリ・ヤロムは、1965年5月にヘリコプターの市場調査のためフランスに派遣され、ここでアメリカのベル社との関係を構築し、ベル47の購入契約を取り付けた。イスラエル空軍は1965年9月に13機のベル47Gを購入し、これを運用する部隊として、テルノフ空軍基地に第123飛行隊 "サウザン・ベルズ・スコードロン / サウザン・ヘリコプター・スコードロン" が編成された。編成時の要員は第124飛行隊からも割り振られていた。
1967年の第三次中東戦争では、第124飛行隊のシコルスキー S-58と共に第123飛行隊のベル47Gも作戦投入された。第124飛行隊のS-58は主に空挺兵を敵前線後方に侵入させるミッションに投入され、小型のベル47Gは連絡や観測任務に投入された。
1968年頃になると第124飛行隊のS-58および第123飛行隊のベル47が退役し、1968年から1969年に掛けてアメリカ製のベル ヒューイシリーズのベル 205が配備された。1972年頃には第123飛行隊は南部のハツェリム空軍基地に拠点を移し、第124飛行隊は主に北部を担当し、第123飛行隊は南部を担当するようになった。
1973年の第四次中東戦争にはベル205を装備して参加したが、この戦争で早くもベル205の運用上の問題点が明らかとなり、1975年頃からは第124飛行隊および第123飛行隊のベル205は双発のベル 212"ツインヒューイ"への更新が始まった。またこの頃に、第124飛行隊は拠点をテルノフ空軍基地からパルマヒム空軍基地に移した。
1983年には、アメリカ製の新型輸送ヘリコプターUH-60 "ブラックホーク"の1機がイスラエルに持ち込まれ、評価が行われた。結果は良好で、イスラエル空軍はこの機種をツインヒューイの後継として最適であると考えたが、予算上の都合ですぐには導入できなかった。
1994年8月になると、アメリカ陸軍で余剰化した中古のUH-60A 10機がイスラエルに供与される事となり、"ヤンシャフ" (yanshuf, ヘブライ語でフクロウの意) の愛称が付けられ電子機器の改修などが行われた後、第124飛行隊の装備となった。これに伴い第124飛行隊のツインヒューイの一部が第123飛行隊に移管された。
1997年には、イスラエル空軍はシコルスキー社との間に S-70A-50 15機の導入契約を結んだ。S-70A-50はアメリカ陸軍向けのUH-60L相当の機体で、イスラエル軍向けの電子機器などが搭載された状態で製造される事となっていた。最初の5機は1997年5月にイスラエルに空輸され、7月頃には組み立てが完了し、第124飛行隊に配備された。この15機の追加配備に伴い、第124飛行隊に残っていたツインヒューイは全て第123飛行隊に移管された。尚、初期に導入されたUH-60AもS-70A-50相当に改修を受けている。この改編により、第124飛行隊の運用機はS-70A-50/UH-60Lに統一され、第123飛行隊はイスラエル軍唯一のツインヒューイ飛行隊となった。
この後、2002年には追加発注されたS-70A-50（24～35機）がイスラエル空軍に追加導入され、これらの機種が第123飛行隊に配備された事により、ベル212ツインヒューイは退役となった。
2015年には第123飛行隊がハツェリム空軍基地からパルマヒム空軍基地に移転し、パルマヒム基地でのUH-60系列の集中運用体制が取られるようになった。

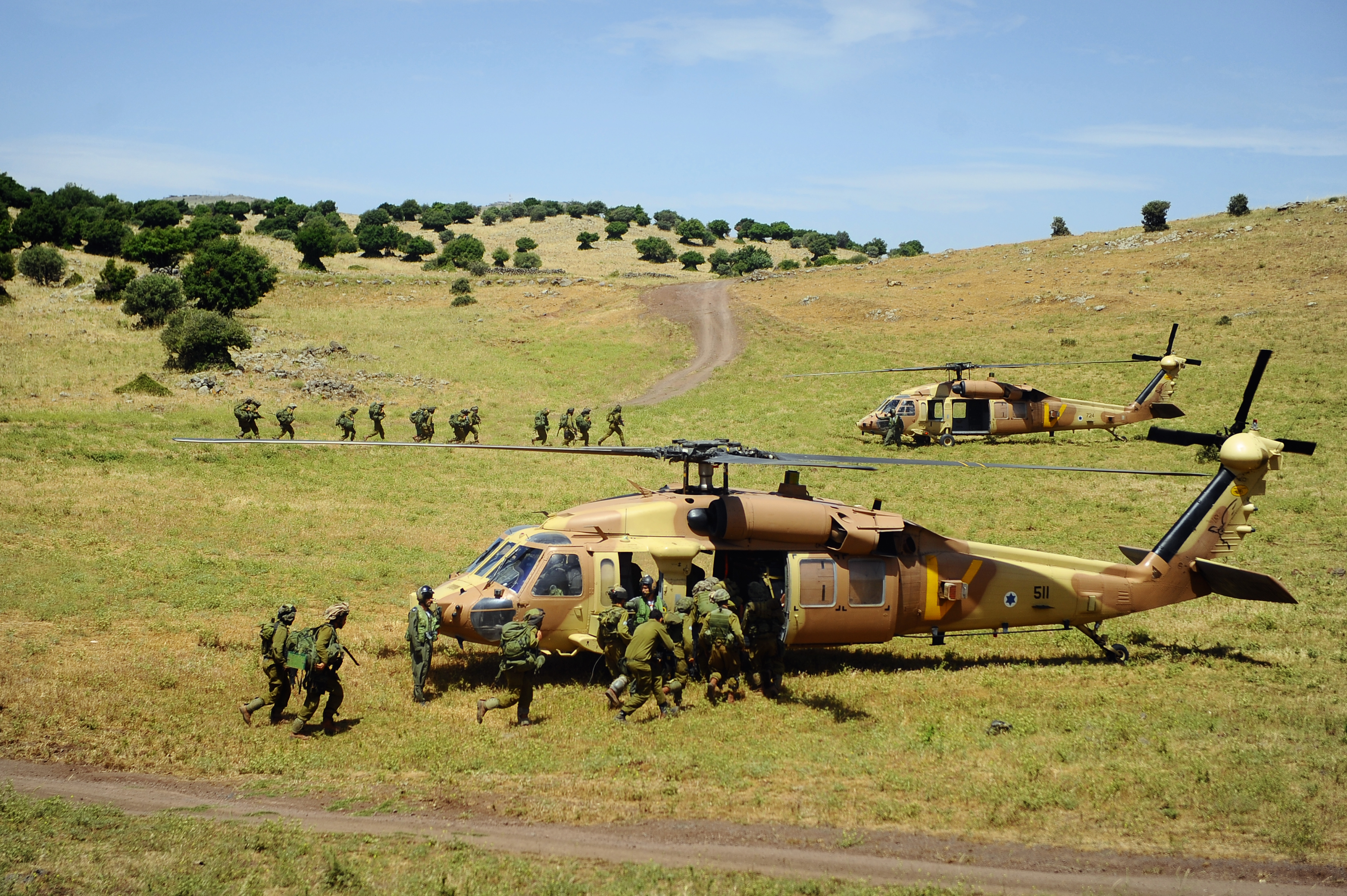
ナハル旅団との合同訓練を行う第123飛行隊のUH-60L。
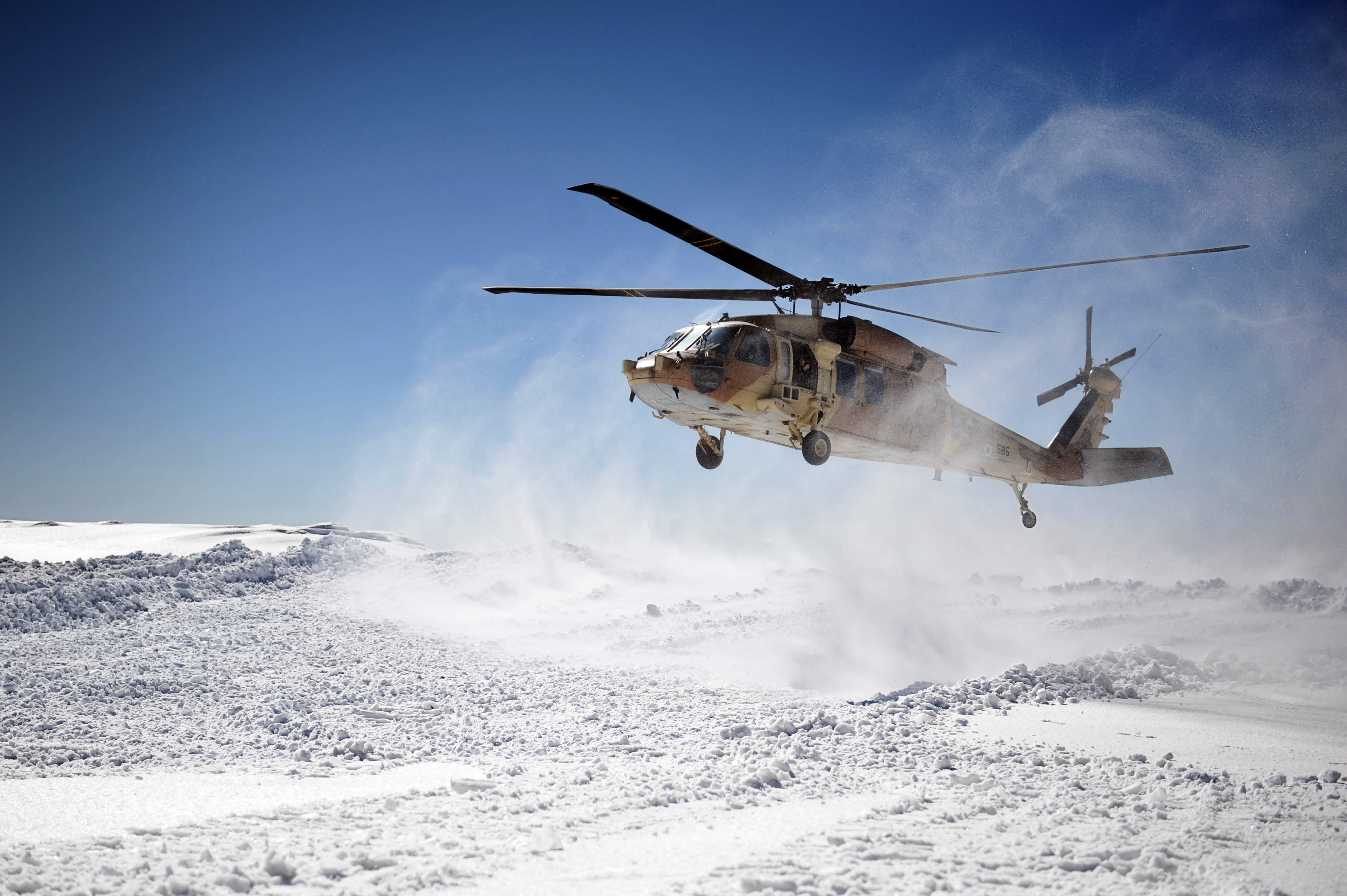
積雪した北部のヘルモン山で離陸する第123飛行隊のUH-60L。